# Lago Tulainyo
El lago Tulainyo es un lago alpino de agua dulce en el este de Sierra Nevada en el estado estadounidense de California, y es uno de los lagos alpinos más altos y más grandes de la Sierra. Se encuentra en un gran cuenco de granito delimitado por Sierra Crest al norte, este y sur, a una altitud de 12,829 pies (3,910 m). Se encuentra dentro del Parque nacional de las Secuoyas, muy cerca (menos de 1,25 millas (2 km) del Monte Whitney, el pico más alto de los Estados Unidos contiguos.
Se desconoce el volumen total y la profundidad del lago Tulainyo. Fuentes de noticias históricas informan que "el lago se encuentra en un gran cuenco excavado por un glaciar de casi 400 pies (100 m) de profundidad", pero no se han realizado mediciones modernas fiables. Debido a la altitud y la ubicación del lago en la cima de la cordillera, este suele congelarse durante el invierno, de modo que incluso ha sido patinado sobre hielo, además de que el hielo y la nieve a menudo permanecen alrededor de la costa del lago hasta el verano.
Durante muchos años después de su mapeo inicial, el lago Tulainyo fue considerado el lago más alto de los Estados Unidos, o incluso de América del Norte. Sin embargo, según la definición utilizada, se han encontrado múltiples "lagos" en elevaciones más altas. Varios lagos sin nombre en Sierra Nevada son más altos, al igual que un puñado de masas de agua con nombre, incluido el lago Pacífico en las Montañas Rocosas de Colorado y el Lago Waiau en Mauna Kea en Hawái. Los lagos gemelos del cráter volcánico del Nevado de Toluca en México están a aproximadamente 13 800 pies (4200 m). Sin embargo, el lago Tulainyo los supera a todos en tamaño y aún puede ser el lago con nombre más alto en California y Sierra Nevada.
En gran parte debido a su gran elevación, el lago desempeñó un papel notable en la historia de la Sierra Oriental de California y en las guerras del agua de California entre los residentes del Valle Owens y la ciudad de Los Ángeles. En 1937, el lago protagonizó la celebración de la llamada Boda de las Aguas en honor a la apertura de la Ruta 190 del Estado de California desde el Valle Owens hasta el Valle de la Muerte.

## Geografía
El lago Tulainyo se describe como yaciendo en un área erosionada que "sin duda tuvo un pequeño glaciar hasta hace muy poco tiempo". El lago está encerrado por una morrena, a través de la cual se filtra algo de agua. El lago también está bordeado por un talud y rodeado por múltiples picos altos: el pico tunnabora de 13,563 pies (4,134 m) al norte; el Monte Carillon de 13,553 pies (4,131 m) al sur; un subpico de Carillon, llamado The Cleaver, de 13,383 pies (4,079 m) al este; y el Monte Russell (el séptimo pico más alto del estado) de 14,094 pies (4,296 m) al suroeste.
Al oeste del lago, el terreno desciende hasta la cabecera de Wallace Creek, que drena fuera de la cuenca de Wallace Lakes antes de unirse a Wright Creek y, en algún momento, a la parte superior del Río Kern. No se puede acceder al lago Tulainyo por carretera o sendero, pero es posible llegar desde la cuenca de los lagos Wallace desde el Sendero John Muir y el Sendero de la Cresta del Pacífico 5 millas (8 km) hacia el oeste, o desde el empinado drenaje de North Fork Lone Pine Creek hacia el sur, a través del paso entre el Monte Russell y el Monte Carillon. Un sendero de uso se extiende desde el Sendero John Muir hasta el Lago Wallace.

## Historia

### Mapeo y denominación
El lago es parcialmente visible desde la cima del Monte Whitney, donde tuvo lugar el primer ascenso registrado en 1873. Las cumbres que rodean el lago, con vistas dominadas por Tulainyo, se escalaron a principios del siglo XX (el Pico Tunnabora se subió por primera vez en 1905, Carillon en 1925 y el Monte Russell en 1926). Según la Junta de Nombres Geográficos de EE. UU., el nombre del lago Tulainyo fue dado por primera vez en 1917 por el geógrafo jefe del USGS, RB Marshall; es un acrónimo, basado en la ubicación del lago en el condado de Tulare, inmediatamente al oeste de la línea del condado de Inyo. La Junta aprobó el nombre en 1928. Sin embargo, el nombre aparece en los mapas ya en 1907, y un artículo del Tribuno de Oakland de 1935 afirma que se creía que el topógrafo del gobierno G. R. Davis nombró al lago en 1905.

### sigloXX

#### Determinación del lago más alto de América del Norte
El 16 de octubre de 1935, Chester Versteeg, presidente del comité geográfico del Sierra Club, anunció públicamente que después de dos años de investigación, el lago Tulainyo había sido declarado el "lago más alto del continente americano". El estado del lago fue verificado en ese momento por el Servicio Geológico de los Estados Unidos. Se analizó el agua del lago Tulainyo y se encontró que era muy blanda (bajo contenido de minerales). En ese momento, Versteeg reflexionó sobre la construcción de un sendero que conectara el lago Tulainyo con el sendero John Muir, pero no se construyó tal sendero. El anuncio de Versteeg recibió cobertura en periódicos de todo el oeste de Estados Unidos, incluidos Los Angeles Times, el Tribuno de Oakland, Noticias de Deseret y Reno Gazette-Journal. El Tribuno de Oakland incluso especuló que, dado que el lago era más alto que el lago Titicaca de Bolivia y Perú (generalmente reconocido como el lago más alto del mundo en ese momento), el lago Tulainyo podría incluso ser el lago más alto del mundo.

#### Boda de las aguas
En 1937, el lago Tulainyo desempeñó un papel importante en la apertura y dedicación de la Ruta 190 del estado de California desde la ciudad de Olancha hasta el Valle de la Muerte, que unía oficialmente los puntos más altos, el Monte Whitney, a través del Portal de Whitney, y los puntos más bajos de los Estados Unidos contiguos. La elaborada ceremonia, ideada y organizada por impulsores locales como el Padre John J. Crowley, fue llamada la Boda de las Aguas. Se trataba de llevar agua desde el lago más alto del país (como se conocía entonces a Tulainyo) hasta el más bajo (la cuenca endorreica Badwater a veces contiene un lago efímero de agua salada) a través de una amplia variedad de métodos de transporte.
Para comenzar la ceremonia, el 29 de octubre de 1937, un joven nativo americano washo de Nevada llamado Jerry Emm rompió el hielo en el lago Tulainyo y llenó una calabaza con agua. Corrió 17 millas (27 km) con la calabaza, hasta el Portal de Whitney en 8,374 pies (2552 m), donde una serie de jinetes que recordaban al muy mitificado Pony Express lo llevaron al pueblo de Lone Pine en el Valle Owens, al pie de Sierra Nevada. Esa noche, el agua permaneció en la bóveda de un banco mientras se servía un poco al gobernador de California, Frank Merriam, en una cena de celebración. Al día siguiente, la calabaza de agua fue transportada por un minero en burro por Main Street, se la entregó a un carro cubierto, se la pasó nuevamente a un equipo de veinte mulas y luego a una diligencia. A continuación, un ferrocarril de vía estrecha llevó la calabaza a Keeler. El 31 de octubre marcó los segmentos de viaje finales de la calabaza, desde Keeler hasta el corte de la nueva carretera a Darwin, en un automóvil Lincoln-Zephyr de 1938, donde se inauguró oficialmente la carretera. La ceremonia contó con descendientes del Partido Donner y los 49 del Valle de la Muerte, así como con el gobernador Merriam y el presidente Franklin D. Roosevelt a través de télex.
La calabaza se puso a bordo de un avión en el Valle Panamint y, finalmente, TR Goodwin, primer superintendente del Monumento Nacional del Valle de la Muerte, dejó caer el agua del lago Tulainyo en el efímero lago de Badwater Basin: el punto más bajo de América del Norte. Se encendieron señales de fuego en las montañas desde la vista de Dante hasta la cima del Monte Whitney, donde una cascada de fuego encendida por Norman Clyde culminó la ceremonia. La secuencia de métodos de transporte de la calabaza pretendía recrear su uso en la historia de California, desde los más antiguos y "primitivos" hasta los más recientes.

#### Repoblamiento de truchas
En la década de 1930, el Departamento de Pesca y Vida Silvestre de California llenó el lago detruchas doradas. El terreno montañoso se consideró demasiado arriesgado para la siembra aérea de peces, donde los peces son liberados desde aviones que vuelan a baja altura. Entonces, en 1938, 10,000 truchas juveniles del criadero de peces del Monte Whitney tuvieron que ser transportadas en mulas, 40 millas (64,4 km) y 9000 pies (2743,2 m) de elevación desde el criadero, sobre Shepherd Pass hasta la cuenca del río Kern, donde fueron llevadas a través de la cuenca de los lagos Wallace hasta el lago Tulainyo. Mantenidas en latas aireadas especialmente diseñadas y colgadas sobre las espaldas de las mulas, las truchas se liberaban en secciones de arroyos amuralladas mientras los trabajadores acampaban para pasar la noche. Solo 20 truchas murieron en el viaje, pero había preocupaciones sobre si alguna de las truchas restantes sobreviviría el crudo invierno a casi 13 000 pies (3962 m) de altura. Según los informes, prosperaron durante varios años, pero se desconoce su destino más allá de eso. Existen referencias a otros esfuerzos de repoblación de peces en el lago Tulainyo en 1933 y en 1936, pero con menos detalle.

#### Eventos de aviación
En el invierno de 1950, Johnny Hodgkin, ranchero y piloto de Selma, California, aterrizó una avioneta con esquís junto al lago Tulainyo, lo que podría establecer un récord de aterrizaje y despegue de aviones a mayor altitud. Como el lago Tulainyo y sus alrededores estaban dentro de los límites del Parque Nacional Sequoia, las autoridades del parque lo reprendieron y le prohibieron repetir dicha acción.
La vecindad del lago también fue escenario de un accidente de aviación en la década de 1960. El 8 de febrero de 1969, el vuelo 708 "Gambler's Special" de Aerolíneas Hawthorne Nevada (un avión Douglas DC-3 que volaba de Hawthorne, Nevada a Burbank, California) se estrelló contra los acantilados escarpados que forman las murallas orientales del lago Tulainyo, muy por encima del drenaje de Hogback Creek. Los 35 pasajeros murieron. El accidente ocurrió con mal tiempo y de noche durante una luna nueva. Los investigadores concluyeron que la causa inmediata fue la desviación de la ruta de vuelo asignada, ya que la tripulación probablemente pensó que estaban más al sur, cerca de Palmdale. Debido a las inclemencias del tiempo, incluidas las fuertes nevadas, el sitio de los restos no se descubrió hasta 6 meses después, el 8 de agosto. El 10 de agosto, un helicóptero Huskie HH-43B de la Fuerza Aérea que transportaba investigadores al lugar del accidente se estrelló a solo 100 yardas de distancia y causó una lesión grave.

#### Investigación de muones de Guyford Stever
En 1939, el físico estadounidense Guyford Stever usó el lago Tulainyo como lugar para su investigación sobre los rayos cósmicos mientras cursaba estudios de posgrado en el Instituto de Tecnología de California (CalTech). Stever y dos compañeros estudiantes de posgrado estaban usando electroscopios registradores con una fibra de cuarzo y un reloj alimentado por batería para recargar la fibra, para medir la intensidad de los mesones en dos altitudes diferentes. Para eliminar los efectos de absorción y para asegurarse de que cualquier diferencia detectada en la cantidad de mesones se deba a su descomposición durante el tránsito (los mesones tienen una vida extremadamente corta), Stever y sus compañeros sumergieron los electroscopios en agua profunda. Su sitio de experimento de mayor elevación fue el lago Tulainyo, donde los hombres llevaron el equipo en mulas y remaron en un bote de caña a principios de septiembre y conectaron el electroscopio a una boya, donde permaneció durante varios días. El experimento fue un éxito, aunque el bote de caña resultó dañado y parte del equipo se perdió durante una tormenta cuando el barco volcó. Posteriormente, el experimento atrajo la atención del físico estadounidense J. Robert Oppenheimer.

#### Otros eventos
Según los informes, el lago Tulainyo era el lago favorito de Norman Clyde, un notable alpinista y guía prolífico de la Sierra Nevada a principios del siglo XX.
El lago Tulainyo fue brevemente el poseedor del récord del sitio del buceo a mayor altura en los Estados Unidos, realizado por Peter Hemming y David Moore en 1998. La pareja se sumergió a una profundidad de aproximadamente 30 pies (9 m) durante 15 minutos.

## Clima y ecología
Según el sistema de clasificación climática de Köppen, el lago Tulainyo se encuentra en una zona climática alpina. La mayoría de los frentes meteorológicos en la región se originan en el Océano Pacífico y viajan hacia el este hacia Sierra Nevada. A medida que los frentes se acercan a los picos, son forzados hacia arriba (en un caso clásico de levantamiento orográfico), induciéndolos a soltar su humedad en forma de lluvia o nevada. La escorrentía de las precipitaciones no tiene una salida importante del lago Tulainyo y sale principalmente por evaporación o filtración.
El lago Tulainyo está muy por encima de la línea de árboles y está sujeto a condiciones de frío y nieve durante gran parte del año, además de contar con una ecología alpina. En las cercanías de Tulainyo no crecen árboles y hay muy pocas plantas: un ejemplo es Polemonium eximium, o piloto del cielo, una planta en cojín que crece cerca del suelo. La mayoría de los animales son transitorios, como la mariposa Parnassius phoebus y el pinzón montano nuquigrís, con alguna excepciones como la marmota de vientre amarillo y la pica americana, que viven en madrigueras construidas entre las rocas. Fuentes de principios del siglo XX indican que el lago en sí estaba repleto de truchas doradas en la década de 1930, y Hemming y Moore informaron haber visto un pequeño pez en el lago durante su buceo en 1998.